# Sulawesi Centrale
Sulawesi Centrale (in indonesiano Sulawesi Tengah) è una provincia dell'Indonesia situata sull'isola di Sulawesi (Celebes). È stata istituita il 13 aprile 1964.

## Geografia fisica

### Territorio
La provincia si estende su una superficie di 68.089 km² e copre il nord-est dell'isola di Celebes, con l'eccezione della parte orientale della penisola Minahasa, compresi molti arcipelaghi situati a est di Celebes (Isole Banggai, Isole Togian). Confina a nord con il Mar di Celebes, a est con la provincia di Gorontalo, il Golfo dei Tomini e Golfo di Tolo, a sud con Sulawesi Meridionale e Sulawesi Sudorientale e a ovest con lo stretto di Makasar.
Il territorio è in buona parte montuoso (altezza massima: 3311 metri sopra il livello del mare), ed è uno dei motivi dello scarso sviluppo della provincia.

### Clima
- Temperature minime: 19,8- 22,6 °C
- Temperature massime: 34- 37 °C
- Umidità: 78 - 83%

## Geografia antropica

### Suddivisioni amministrative
La provincia di Sulawesi Centrale è suddivisa in dieci reggenze (kabupaten) e una municipalità (kota):
- Reggenza di Banggai
- Reggenza dell'isola Banggai
- Reggenza di Buol
- Reggenza di Donggala
- Reggenza di Morowali
- Reggenza di Parigi Moutong
- Reggenza di Poso
- Reggenza di Sigi
- Reggenza di Tojo Una-Una
- Reggenza di Toli-Toli
- Palu (municipalità)

## Città
Palu è la capitale della provincia. Le maggiori città sono:
- Ampana
- Banggai
- Bungku
- Buol
- Donggala
- Kolonodale
- Luwuk
- Parigi
- Poso
- Toli-toli

## Popolazione
| Anno | Popolazione | Densità |
| ---- | ----------- | ------- |
| 1990 | 1.711.327   | 25      |
| 1995 | 1.938.071   | 28      |
| 2000 | 2.218.435   | 35      |

La popolazione è cresciuta del 2,57% fra il 1990 e il 2000.

## Natura
Nella regione montuosa alcuni chilometri a sud di Palu, è stato istituito il Parco nazionale di Lore Lindu. Il parco, che si estende su un'area di 2.170 chilometri quadrati, ospita una delle più grandi foreste tropicali dell'Indonesia.
Il parco ospita varie specie di mammiferi e marsupiali minacciati, oltre a 227 specie di uccelli, 77 delle quasi endemiche.

## Economia
Economia si basa sull'agricoltura (riso, palma da cocco, copra, chiodi di garofano, pepe, caffè, cacao), la pesca, lo sfruttamento delle foreste e il turismo.